# Süddeutscher Jura
- Humph.-Fm. = Humphriesioolith-Formation
- L.Bk-Fm = Liegende Bankkalk-Formation
- H.Bk-Fm = Hangende Bankkalk-Formation
- Zm-Fm = Zementmergel-Formation
- S.-Fm = Solnhofen-Formation
- Rö.-Fm = Rögling-Formation
- U.-Fm = Usseltal-Formation
- Mö.-Fm = Mörnshein-Formation
- N.-Fm = Neuburg-Formation
- R.-Fm = Rennertshofen-Formation

Der Begriff Süddeutscher Jura wird in der Erdgeschichte für eine lithostratigraphische Gesteinseinheit im hierarchischen Rang einer Supergruppe verwendet. Die Gesteine des Süddeutschen Jura wurden zwar im Wesentlichen während des Jura vor etwa 199 bis 146 Millionen Jahren abgelagert. Die Grenzen von Süddeutschem Jura und chronostratigraphischem bzw. internationalem Jura stimmen jedoch nicht genau überein. Die Ablagerungen beginnen etwas später als die internationale Trias/Jura-Grenze und enden, bedingt durch die Erosion der obersten Schichten, zu unterschiedlichen Zeiten des Oberjura, d. h. deutlich vor der internationalen Jura/Kreide-Grenze. Die Gesteinseinheit des Süddeutschen Jura wird vom Keuper unterlagert; dazwischen ist jedoch eine kleine Schichtlücke. Über dem Süddeutschen Jura folgt diskordant und mit einer großen Schichtlücke und zudem sehr lokal der „Regensburger Grünsandstein“, der in das Cenomanium der Kreide datiert wird. In den südlichen Randgebieten taucht der Süddeutsche Jura unter die an der Basis paläogenen Molasseablagerungen ab.

## Geografische Verbreitung
Der Süddeutsche Jura zieht sich geografisch vom Oberpfälzer Wald zunächst nach Süden in die Fränkische Alb, die dann nach Südwesten in die Schwäbische Alb übergeht. Die Grenze zwischen Fränkischer und Schwäbischer Alb bildet die Impakt-Struktur des Nördlinger Ries. Im südlichen Teil der Fränkischen Alb und in der sich nach Westen anschließenden Schwäbischen Alb fallen die Schichten schwach nach Süden ein und werden dort von den Molassesedimenten der Alpen überdeckt. Lokal gibt es auch noch Ablagerungen der Kreide. Der Süddeutsche Jura zieht sich weiter über den Südschwarzwald bis in die Schweiz. Auch im Oberrheintalgraben gibt es noch kleinere Vorkommen von Jura, die dem Verbreitungsgebiet des Süddeutschen Jura zugerechnet werden.

## Geschichte
Alexander von Humboldt hatte im Jahre 1795 das Jura-System vorgeschlagen, das sich rasch in der Fachwelt etablierte. Allerdings verstand Humboldt unter dem Begriff Jura in erster Linie den Jura-Kalk (Weißer Jura), also im Wesentlichen nur den Oberjura. Bereits im Jahre 1837 schlug Leopold von Buch in einer Sitzung der Akademie der Wissenschaften zu Berlin vor, den Jura zu erweitern und ihn in drei Abteilungen zu untergliedern. Bei der Beschreibung der einzelnen Teile benutzte er jedoch die Untergliederung in Schwarzer, Brauner und Weißer Jura nicht, da er den lateralen Wechsel in der Lithologie bereits erkannte. In den Überschriften über die jeweiligen Kapitel bezeichnete er die drei heute Serien genannten drei Teile des Jura bereits als „Unterer Jura oder Lias“, „Mittlerer Jura“ und „Oberer Jura“. Publiziert wurde diese neue Unterteilung des Jura erst 1839. Die drei Begriffe Schwarzer, Brauner und Weißer Jura wurden also überwiegend aufgrund lithologischer Besonderheiten vorgeschlagen, nicht im Sinne von Zeiteinheiten und anschließend als zu faziesabhängig erkannt und gleich wieder verworfen. Friedrich August Quenstedt griff diese Begriffe jedoch in seinem 1843 erschienenen Werk Das Flözgebirge Würtembergs auf und definierte sie lithostratigraphisch. Dagegen verwendete Albert Oppel für die Serien des Jura die Begriffe Lias, Dogger und Malm, die er aber eher im Sinne chronostratigraphischer Einheiten auffasste. Erst nach dem Zweiten Weltkrieg wurden diese Begriffe vor allem in Norddeutschland immer mehr zu lithostratigraphischen Begriffen umfunktioniert.
Quenstedt (1856–57) untergliederte die drei Einheiten des Süddeutschen Jura jeweils in sechs „Stufen“, die er mit den griechischen Buchstaben alpha bis zeta bezeichnete. Auch heute wird dieses System in der populärwissenschaftlichen Literatur noch häufig verwendet. Allerdings wurde und wird die Quenstedt'sche Stufengliederung heute meist mit den aus der englischen Steinbruchindustrie übernommenen Begriffen Lias, Dogger und Malm kombiniert. Der Begriff Stufe wird zudem heute in der Chronostratigraphie in einem deutlich anderen Sinn verwendet.

## Definition
Die Untergrenze des Süddeutschen Jura im Sinne einer lithostratigraphischen Einheit ist durch die Unterkante der Psilonotenbank der Psilonotenton-Formation, die obere Grenze ist erosiv. Die Gesteinsausbildung ist vielfältig und reicht von dunklen, zum Teil bituminösen Tonsteinen, Mergeln und Kalken über eisenreiche Sandsteine, Tone und Kalke, zum Teil mit Eisenooiden, bis zu hellen Mergeln und Kalken. Die Mächtigkeit beträgt bis etwa 900 m.
Die Basis der lithostratigraphischen Einheit des Süddeutschen Jura beginnt biostratigraphisch meist in der Ammoniten-Zone des Psiloceras planorbis. In wenigen Profilen wurden auch Ammoniten gefunden, die in den unter der Psiloceras planorbis-Subzone folgenden Neophyllites-Horizont gehören. Bisher wurden aber die Horizonte des Psiloceras erugatum und des Psiloceras tillmanni (sogenannte Praeplanorbis-Schichten) des Untersten Hettangiums nicht nachgewiesen. Das basale Hettangium fehlt also im Süddeutschen Jura. Die Untergrenze des Süddeutschen Jura stimmt damit nicht exakt mit dem Beginn des internationalen Jura-Systems überein, sondern liegt etwas höher. In den noch vollständigsten Profilen des Süddeutschen Jura reichen die Schichten bis an die Grenze vom Unteren zum Oberen Tithonium der Oberjura-Serie. Im Norddeutschen Jura setzte sich die Sedimentation mehr oder weniger kontinuierlich bis in die Unterkreide fort.

## Gliederung
Der Süddeutsche Jura als lithostratigraphische Supergruppe wird heute in drei lithostratigraphische Gruppen (mit rd. 50 Formationen) unterteilt (von oben nach unten):
- Weißer Jura
  - Hangende Bankkalk-Formation, Solnhofen-Formation, Rögling-Formation, Usseltal-Formation, Mörnshein-Formation, Neuburg-Formation, Rennertshofen-Formation
  - Liegende Bankkalk-Formation, Zementmergel-Formation
  - Obere Felsenkalk-Formation, Massenkalk-Formation, Torleite-Formation
  - Untere Felsenkalk-Formation, Treuchtlingen-Formation
  - Lacunosamergel-Formation, Schwarzbach-Formation
  - Nerineenkalk-Formation, Wohlgeschichtete Kalk-Formation, Lochen-Formation, Arzberg-Formation
  - Korallenkalk-Formation, Impressamergel-Formation, Dietfurt-Formation
- Brauner Jura
  - Ornatenton-Formation, Wutach-Formation und Kandern-Formation
  - Variansmergel-Formation
  - Hauptrogenstein-Formation, Hamitenton-Formation und Dentalienton-Formation
  - Ostreenkalk-Formation, Humphriesioolith-Formation
  - Wedelsandstein-Formation (verzahnt sich lateral mit der Sengenthal-Formation; diese Formation reicht bis an die Basis des Weißen Jura)
  - Murchisonaeoolith-Formation, Eichberg-Formation, Eisensandstein-Formation
  - Opalinuston-Formation
- Schwarzer Jura
  - Jurensismergel-Formation
  - Posidonienschiefer-Formation
  - Amaltheenton-Formation
  - Numismalismergel-Formation
  - Obtususton-Formation
  - Arietenkalk-Formation, Gryphaeensandstein-Formation
  - Angulatenton-Formation und Angulatensandstein-Formation
  - Psilonotenton-Formation, Bamberg-Formation, Bayreuth-Formation.

## Paläogeografie
Das Ablagerungsgebiet des Süddeutschen Jura war ein Randmeer des Tethys-Ozeans.